# Campeonato Centroamericano 1959
El Campeonato Centroamericano de 1959 fue la primera edición del Campeonato Centroamericano. Participaron 4 equipos, representando al mismo número de países: Costa Rica, El Salvador, Honduras y México. El torneo comenzó el 1 de mayo y culminó el 17 de mayo de 1959.

## Equipos participantes
Todos los equipos participantes clasificaron por ser los campeones de sus respectivos torneos locales.
| País               | Equipo      | Vía de clasificación                                |
| ------------------ | ----------- | --------------------------------------------------- |
| Costa Rica 1 cupo  | Alajuelense | Campeón del Campeonato de Fútbol de Costa Rica 1958 |
| El Salvador 1 cupo | FAS         | Campeón de la Campeonato salvadoreño 1957-58        |
| Honduras 1 cupo    | Olimpia     | Campeón de la Liga Amateur de Honduras 1958-59      |
| México 1 cupo      | Guadalajara | Campeón de la Primera División de México 1958-59    |

## Resultados
El Guadalajara no disputó ningún partido en México, todos los encuentros de este campeonato se realizaron en territorio centroamericano.
| 1 de mayo de 1959 | FAS | 0:2 (0:1) | Alajuelense    | Estadio Flor Blanca, San Salvador |                                 |
|                   |     |           | Ulloa 17', 64' | Árbitro(s): José Ismael Azucena   | Árbitro(s): José Ismael Azucena |

| 7 de mayo de 1959 | FAS        | 1:1 (1:0) | Guadalajara | Estadio Flor Blanca, San Salvador |                            |
|                   | Muraco 12' |           | Ponce 50'   | Árbitro(s): Ricardo Méndez        | Árbitro(s): Ricardo Méndez |

| 10 de mayo de 1959 | Olimpia                  | 2:3 (0:3) | Guadalajara                         | Estadio Nacional, Tegucigalpa |                               |
|                    | Guerrero 76' · Solís 86' |           | de la Torre 8', 24' · Gutiérrez 28' | Asistencia: 8000 espectadores | Asistencia: 8000 espectadores |

| 14 de mayo de 1959 | Alajuelense        | 1:1 (0:1) | Guadalajara | Estadio Nacional, San José   |                              |
|                    | Herrera 90' (pen.) |           | Moreno 20'  | Árbitro(s): Valentín Andrade | Árbitro(s): Valentín Andrade |

| 14 de mayo de 1959 | FAS | 0:2 (0:0) | Olimpia                  | Estadio Flor Blanca, San Salvador |                          |
|                    |     |           | Leaky 36' · Guerrero 73' | Árbitro(s): Ramón Mármol          | Árbitro(s): Ramón Mármol |

| 17 de mayo de 1959 | Alajuelense                                   | 3:4 (3:1) | Olimpia                                           | Estadio Nacional, San José |                          |
|                    | Solís 21' (a.g.) · Ulloa 24' · Villalobos 40' |           | Leaky 36' · Rodríguez 59', 80' · Pavón 65' (pen.) | Árbitro(s): Álvaro Macís   | Árbitro(s): Álvaro Macís |

## Clasificación
El Olimpia y el Guadalajara quedaron con la misma cantidad de puntos, con 4 en total, pero Olimpia fue el campeón por tener mejor diferencia de gol.
| Equipo      | Pts. | PJ | PG | PE | PP | GF | GC | Dif |
| ----------- | ---- | -- | -- | -- | -- | -- | -- | --- |
| Olimpia     | 4    | 3  | 2  | 0  | 1  | 8  | 6  | +2  |
| Guadalajara | 4    | 3  | 1  | 2  | 0  | 5  | 4  | +1  |
| Alajuelense | 3    | 3  | 1  | 1  | 1  | 6  | 5  | +1  |
| FAS         | 1    | 3  | 0  | 1  | 2  | 1  | 5  | -4  |

| Olimpia 1º título |

## Goleadores
| Jugador            | Equipo      | Goles | PJ |
| ------------------ | ----------- | ----- | -- |
| Juan Ulloa         | Alajuelense | 3     | 3  |
| René Rodríguez     | Olimpia     | 2     | 2  |
| Guillermo Guerrero | Olimpia     | 2     | 3  |
| Luis de la Torre   | Guadalajara | 2     | 3  |
| Ronald Leaky       | Olimpia     | 2     | 3  |